# Club Atlético Ayacucho
El Club Atlético Ayacucho, es una entidad deportiva de la ciudad de Ayacucho, provincia de Buenos Aires, Argentina. Fue fundado el 25 de junio de 1918 y su sede social se encuentra ubicada en la calle Mitre 1042.
El fútbol y la pelota paleta son sus disciplinas más destacadas. Juega sus partidos de local en el Estadio Luciano Ceverio, inaugurado el 25 de mayo de 2013 en un partido vs. Argentino (Benito Juárez) válido por la tercera fecha del torneo de la Unión Regional Deportiva de fútbol.
Actualmente participa del torneo de la Unión Regional Deportiva de fútbol, que nuclea a las ligas de Ayacucho, Tandil, Rauch y Benito Juárez, en todas las categorías.
Sus principales logros son 5 títulos: 3 (1988, 1989 y 1994) de Primera División, en la Liga Ayacuchense de fútbol y 2 títulos (2010, 2014) de la Unión Regional Deportiva, con la salvedad de que el logrado en 2010 fue fusionado con el Club Defensores Ayacucho bajo el nombre de Atlético-Defensores Ayacucho.
En el Torneo Regional Federal Amateur 2024/25 perdió por penales en 2a. Ronda con Villa Díaz Vélez (Necochea).

## Historia

### La Creación del Club
Fue fundado el 25 de junio de 1918, con la denominación Club Atlético Ayacucho en la residencia que el Sr. Martín Sarasola poseía en donde actualmente se encuentra la Escuela Municipal de Enseñanza Artística e Idiomas. Eran 14 los amigos que ahí se daban cita y plasmaban futuras realizaciones, por lo que en sus comienzos a la entidad atletista se la conoció como "Bulín 14".

### Fútbol
A comienzos de la década del 20, el Club Atlético Ayacucho usó por más de veinte años la manzana conocida como "Plaza de las Carretas", en donde actualmente se encuentra la pileta del C.E.F. N.º 32 (Plaza "Ciaño", frente a la Escuela N.º 3), para hacer de local en los torneos de fútbol de la época.
En 1940 Atlético deja de participar en los torneos de fútbol, volviendo a las competencias organizadas por la Liga Ayacuchense de fútbol hacia 1978 y logrando diez años más tarde su primer campeonato Oficial y coronando de esa manera aquel ambicioso proyecto de Juan Carlos Cángaro.
En 1988 obtendría su primer campeonato, en 70 años de existencia, luego en 1989 se consagraría bicampeón, y en 1994 por última vez (de manera individual).
Luego de la obtención del título en 1994, Atlético decide participar por primera vez en el Torneo del Interior 1994/95, evento organizado por el Consejo Federal de AFA, que otorgaba plazas para el Nacional B 1995/96. Sin embargo no sería buena la primera experiencia en este tipo de torneos, ya que quedaría eliminado en la Primera fase, a manos de Juventud Unida (Gral. Madariaga), Independiente (Dolores) y Amigos Unidos (Balcarce).
A partir del año 2003, Atlético se afilia a la Liga Tandilense de fútbol, en busca de una mayor competencia. Sin embargo dos años más tarde regresaría a su liga de origen, la Liga Ayacuchense de fútbol.
En el marco de la conformación de la Unión Transitoria de Ligas en 2007 (a partir de 2010 denominada Unión Regional Deportiva) integrada por equipos de Ayacucho, Tandil, y Rauch (los equipos de Benito Juárez se incorporarían en 2010) el Club Atlético Ayacucho y el Club Defensores Ayacucho deciden fusionarse para hacerle frente al aspecto deportivo y económico de este nuevo torneo.
La temporada 2010 no sería una más, ya que se consagraría campeón de la Unión Regional Deportiva, fusionado con el Club Defensores Ayacucho. Esto marcaría un hecho histórico para el fútbol ayacuchense, por un lado debido a la disputa de una final anual entre dos equipos de Ayacucho (Atlético-Defensores y Sarmiento) y por otro lado la posibilidad de tener por primera vez un campeón ayacuchense de la Unión Regional Deportiva, cortando con la hegemonía de los conjuntos tandilenses. Finalmente en diciembre del 2010, luego del título conseguido, los dirigentes de ambos clubes deciden dar por terminada la fusión e ir por caminos separados.
Después de haber jugado cuatro temporadas (2007, 2008, 2009 y 2010) conjuntamente con el Club Defensores Ayacucho, Atlético Ayacucho tuvo una buena actuación en la Unión Regional Deportiva 2011 alcanzando las semifinales del Torneo Apertura, en la cual cayo derrotado 5 a 3 con Defensores de Cerro en el Estadio Gral. San Martín de  Tandil.
En 2012 participa del Torneo del Interior, donde clasificaría primero en su zona con 14 puntos relegando a Defensores Ayacucho, El Porvenir (S. C. del Tuyu) y Popular (General Lavalle) al segundo, tercer y cuarto puesto respectivamente. En la siguiente fase (Treintaidosavos de final) eliminaría a Barrio Traut (Las Flores) con un global de 5 a 1. Finalmente quedaría eliminado por penales en Dieciseisavos de final, con Rivadavia (Necochea).
El 25 de mayo de 2013 Atlético Ayacucho inaugura su estadio emplazado en el predio de la Vieja Sociedad Rural de Ayacucho, bautizándolo con el nombre de Luciano Ceverio, en honor al mentor e impulsor de este proyecto.
El 7 de diciembre de 2014, Atlético se consagró campeón de la Unión Regional Deportiva 2014, en el Luciano Ceverio, al vencer en el partido de vuelta, de la Final del año a Independiente (Tandil), por 1 a 0, con un gol de Julián Aguirre, luego de haber empatado en la ida 0 a 0.

### Torneo Nacional de Fútbol Infantil "Ciudad de Ayacucho"
Desde 1980, el Club Atlético Ayacucho, organiza anualmente el Torneo Nacional de Fútbol Infantil "Ciudad de Ayacucho", que reúne a futbolistas de las divisiones inferiores de los clubes más importantes del país, convirtiéndose en uno de los mejores eventos de fútbol infantil de la Provincia de Buenos Aires. 
A lo largo de su historia y hasta la actualidad el torneo ha contado con la presencia de grandes clubes del fútbol argentino, como: Boca Juniors, River Plate, Independiente, Racing, San Lorenzo, Vélez Sarsfield, Estudiantes de La Plata, Gimnasia de La Plata, Banfield, Lanús, Argentinos Juniors, Talleres de Córdoba, etc. También, se han dado cita clubes de otros países como: Nacional y River Plate de Uruguay y Paulistinha São Carlos de Brasil.
Entre los futbolistas más destacados, que alguna vez pasaron por el torneo, podemos nombrar a: Sergio Agüero, Fernando Gago, Gabriel Mercado, Juan Sánchez Miño, Cristian Erbes, Nicolás Colazo, Matías Abelairas, Nicolás Sánchez, Matías Alustiza, Emanuel Insúa, Mariano Echeverría, Yamil Asad, Facundo Oreja y el tandilense Martín Michel entre otros.
El actual campeón es Vélez Sarsfield, quien se impuso por 2 a 1 a Talleres de Córdoba, en la edición 2020. Cabe destacar que en 2021, el campeonato no se llevó a cabo, debido a la pandemia de COVID-19.

## Jugadores

### Plantilla 2021
- = Capitán
- = Lesionado de larga duración

## Palmarés
| Torneos locales                  | Torneos locales   | Torneos locales |
| Competición                      | Títulos           |                 |
| -------------------------------- | ----------------- | --------------- |
| Liga Ayacuchense de fútbol (3/0) | 1988, 1989, 1994. |                 |
| Unión Regional Deportiva (2/0)   | 2010, 2014.       |                 |